# Pericos (Sinaloa)
Pericos es una localidad del municipio de Mocorito, ubicado en la región centro norte del estado mexicano de Sinaloa. A su vez, es principal centro urbano de dicho municipio.

## Geografía
La localidad se sitúa en las coordenadas geográficas 25°04′56″N 107°42′02″O / 25.082222, -107.700556, a una elevación de 60 metros sobre el nivel del mar.

## Demografía
Según el Conteo de Población y Vivienda 2020, efectuado por el Instituto Nacional de Estadística y Geografía, la localidad tiene 6,244 habitantes, de los cuales 3,070 son del sexo masculino y 3,174 del sexo femenino. Su tasa de fecundidad es de 2.64 hijos por mujer y tiene 1,639 viviendas particulares habitadas.
| Gráfica de evolución demográfica de Pericos entre 1900 y 2020 |
|                                                               |
| INEGI.                                                        |